# Neuron senzitiv
Neuronii senzitivi sau receptori sunt neuronii pseudounipolari din ganglionii spinali cu dendrită lungă, care deservesc sensibilitatea exteroceptivă și proprioceptivă (neuroni somatosenzitivi) și sensibilitatea visceroceptivă (neuroni viscerosenzitivi).
Din punct de vedere fiziologic, receptorii sunt structuri excitabile care raspund la stimul prin variații de potențial electric gradate proporțional cu intensitatea stimulului.
Din punct de vedere anatomic, receptorul este un corpuscul format din axonii unor neuroni senzitivi, bulbi(butoni) terminali ai axonilor, gliocite terminale atasate pe bulbii menționați anterior (ex: terminația nervoasă a foliculului pilos care este delimitat de o mambrana bazilara), poate sa aiba si o capsula asemenea receptorului tactil si termic Ruffni aflat in hipoderm.

## Clasificare

### Localizare
Exteroceptori
Proprioceptori
Interoceptori (Visceroceptori)

### Natura agentului stimulant
Macanoreceptori – Tactili, termici, auditivi, vestibulari;
termoreceptori – Pentru diferente de temperatura
Baroreceptori – Pentru Presiune
Osmoreceptori – Pentru Presiunea osmotica
Fotoreceptori – Pentru Stimuli luminosi (vaz)
Chemoreceptori – Olfacivi Gustativi 
Algoreceptori – Pentru Durere
Nociceptori – Pentru durere

### Viteza de adaptare
Fazici – Activitatea creste la aplicarea stimulului si scade la mentinerea stimulului (Analizatorul olfactiv)
Tonici – Activitatea ramane constanta pe durata mentinerii stimulului.